# 신성군
신성군 이후(信城君 李珝, 1579년 1월 6일(1578년 음력 12월 10일) ~ 1592년 12월 8일(음력 11월 5일))는 조선의 왕족으로, 선조의 넷째 아들이며 어머니는 인빈 김씨이다. 선조가 가장 총애하였으나 임진왜란 때 평안도 의주에서 병사하였다.

## 생애

### 생애 초반
1579년 1월 6일(1578년 음력 12월 10일) 탄생하였다. 어머니인 인빈 김씨가 선조의 총애를 받을 당시에 태어나 선조의 사랑을 많이 받았다. 한때 선조는 광해군 대신 그를 세자로 세우려 했으나 이해수(李海壽), 정철 등 중신들의 반대로 실패했다.
명종은 복성군 미의 후사로 덕흥군 초의 3남 하성군 균을 세웠었다. 그러나 하성군이 명종의 후계자가 되어 왕이 되자, 선조는 다시 복성군의 후사로 오강군을 지명했다가 오강군도 자녀가 없자, 일찍 죽은 신성군을 입양하였다.

### 임진왜란과 최후
선조는 후궁 공빈 김씨와 인빈 김씨를 총애했는데, 공빈 김씨가 먼저 죽자 선조는 인빈의 아들인 신성군을 세자로 책봉하려 하였다. 1591년(선조 24) 정철과 유성룡, 이산해가 세자를 정할 것을 건의하기로 해놓았다. 그러나 서인에게 원한을 품은 이산해가 인빈 김씨의 남동생 김공량(金公諒)을 통하여, 서인이자 좌의정인 정철이 광해군을 세자로 정하여 신성군을 모해하려고 한다고 인빈 김씨에게 고하게 하여 정철 등 서인을 몰아낸 건저의 사건이 일어났는데 이때 신성군이 거론되었다. 선조는 내심 신성군을 세자로 삼으려 했다. 그러나 임진왜란 발발로 선조는 광해군을 세자로 삼는 현실적인 선택을 하였다.
1592년(선조 25) 임진왜란 발발로 도성이 위급해지자 종묘와 사직의 위패를 모신 종묘 관원과 어가를 따라 평양으로 피난했고, 같은 해 5월 3일 정원군, 기성부원군 유홍, 이조참판 이항복과 함께 성지(城池)를 수리를 하고, 평양성 사수와 평안도 병사 모집을 위해 먼저 평양으로 떠났다.
이해 5월 29일 왜군이 임진강을 건넜다는 보고를 받고 그는 구사맹, 신잡 등의 호위를 받아 평안도 영변으로 갔다. 이해 12월 8일(음력 11월 5일) 다시 의주로 피난가던 중에 갑자기 향년 15세로 병사하였다. 시신은 임시로 의주에 안장되었다.

### 사후
1600년(선조 33) 1월 12일 비망기로 정원에 전교하여 신성군의 묘를 의주에서 옮겨오도록 하고, 전쟁이 끝나고 6년 뒤인 1604년(선조 37) 6월 25일 충근정량효절협책호성공신(忠勤貞亮效節協策扈聖功臣) 2등에 책록되었다. 그러나 그의 공신 영정은 실전되었다.
선조는 그를 총애하여 세자로 세우려 했지만 일찍 죽어 결국 복성군의 양손자로 입양시켰다. 대신 신성군의 양자를 세웠다. 1607년(선조 40) 6월 10일 신성군에게 아들이 없어 정원군의 셋째 아들 능창대군 이전을 후사로 삼으라고 비망기로 좌승지 이선복에게 전교하길, "신성군 이후는 생전에 복성군 이미의 양자 오강군 이건에게 출계(出系)하여 복성군(福城君)의 제사를 받들었으니, 인빈(仁嬪)의 봉사(奉祀)는 정원군(定遠君) 이부(李琈)가 할 것으로 예조에 말하라. 신성군 이후에게 아들이 없으니 정원군의 세째 아들 이전(李佺)을 계후(繼後)시킬 것으로 예조에 말하라." 하였다.
1615년(광해군 8) 11월 17일 능창대군이 신경희의 옥사에 무고를 당해 교동(喬桐)에 안치되어 갖은 곤욕을 받았다가 결국 스스로 목을 매어 자살하여 1630년(인조 8년) 인조의 명으로 다시 사후양자를 간택하여 그해 5월 7일 다시 선조의 아홉째 서자인 경창군의 3남 평운군 이구(平雲君 李俅)를 후사(後嗣)로 삼았다.
한편 그의 양아버지 오강군 이건은 자신의 형 서천군 이금의 서자 철원부수 의남을 양자로 삼았다가 김세렴에게 탄핵당하기도 했고, 신성군의 양자로 지명된 평운군의 후손들은 20세기까지도 오강군을 선조로 인정하지 않고, 복성군 계후 신성군으로 족보에 올리기도 했다. 1871년(고종 8) 3월 16일 시호는 충정(忠貞)에 추증하였다.

## 가족 관계
- 아버지 : 선조(宣祖, 1552년 - 1608년)
- 어머니 : 인빈 김씨(仁嬪 金氏, 1555년 - 1613년)
  - 형 : 의안군(義安君, 1577년 - 1588년)
  - 동생 : 정원대원군 원종(元宗, 1580년 - 1619년), 초봉 정원군(定遠君), 인조의 아버지.
  - 동생 : 정신옹주(貞愼翁主, 1583년 - 1653년), 달성인(達城人) 서경주(徐景주, 1579년 - 1643년)에게 하가.
  - 동생 : 정혜옹주(靜惠翁主, 1584년 - 1638년), 해평인(海平人) 윤신지(尹新之, 1582년 - 1657년)에게 하가.
  - 동생 : 정숙옹주(貞淑翁主, 1587년 - 1627년), 평산인(平山人) 신익성(申翊聖, 1588년 - 1644년)에게 하가.
  - 동생 : 의창군(義昌君, 1589년 - 1645년)
  - 동생 : 정안옹주(貞安翁主, 1590년 - 1660년), 반남인(潘南人) 박미(朴瀰, 1592년 - 1645년)에게 하가.
  - 동생 : 정휘옹주(貞徽翁主, 1593년 - 1653년), 전주인(全州人) 류정량(柳廷亮, 1591년 - 1663년)에게 하가.
- 부인 : 군부인 평산 신씨(郡夫人 平山申氏, 1578년 -1622년), 한성부우윤(漢城府右尹) 평산(平山) 신씨 신립(申砬)의 딸.
  - 장남(양자) : 능창대군 이전(綾昌大君 李佺, 1599년 7월 16일 ~ 1615년 11월 17일), 추존왕 원종의 3남, 파양.
  - 차남(양자) : 평운군 이구(平雲君 李俅, 1624년 - 1662년), 경창군(慶昌君)의 3남.
  - 딸 : 죽산 안씨(竹山安氏) 안홍량(安弘量, 1590년 - 1616년)에게 출가.

## 신성군이 등장한 작품
- 《왕의 여자》(SBS, 2003년~2004년, 배우:김영찬)
- 《구암 허준》(MBC, 2013년, 배우:김진성)
- 《불의 여신 정이》 (MBC, 2013년, 배우:박준목)
- 《왕의 얼굴》 (KBS2, 2014년~2015년, 배우:원덕현)
- 《징비록》 (KBS1, 2015년, 배우:유승용)